# Chitetsu Watanabe
Pour les articles homonymes, voir Watanabe.
Chitetsu Watanabe (渡邉 智哲, Watanabe Chitetsu), né le 5 mars 1907 dans le village d'Uragawara (en), devenu l'arrondissement d'Uragawara (ja) de Jōetsu en 2005 et mort dans la même ville le 23 février 2020 à 112 ans, 11 mois et 18 jours, est un supercentenaire japonais dont l'âge a été vérifié par le Gerontology Research Group. Il est le doyen masculin de l'humanité du 22 octobre 2019 (officiellement depuis le 20 janvier 2019), date de la mort de Gustav Gerneth, doyen précédent, au 23 février 2020, date de sa mort. Son record est homologué par le livre Guinness des records le 12 février 2020.

## Biographie
Chitetsu Watanabe naît dans une famille de fermiers de la préfecture de Niigata. Après avoir obtenu un diplôme de l'école d'agriculture locale, il déménage à Taïwan à l'âge de 20 ans, où il passe les 18 années suivantes à travailler dans la production de canne à sucre. Il retourne au pays après la Seconde Guerre mondiale et devient salarié dans sa ville natale jusqu'à sa retraite. À la mort de Masazou Nonaka, il devient officiellement le doyen masculin de l'humanité, même si le centenaire allemand Gustav Gerneth était plus vieux, car l'âge du dernier n'avait pas été vérifié. 
Il vit de sa retraite jusqu'à son 108e anniversaire avec un de ses fils, avant d'aller vivre dans une maison de soins pour personnes âgées. À sa mort, il avait 5 enfants, 12 petits-enfants, 16 arrière-petits-enfants et un arrière-arrière-petit-enfant. Il meurt de vieillesse dans le centre pour personnes âgées Hokura no Sato.